# Сенная (приток Чёрной)
Сенная — река в Московской области России, левый приток Чёрной.
Протекает в северном направлении. Исток в районе деревни Путятино Волоколамского городскогоокруга, впадает в Чёрную в 4,1 км от её устья, в районе посёлка Торфяного городского округа Лотошино. Длина реки — 12 км.
По данным Государственного водного реестра России, относится к — Верхневолжскому бассейновому округу. Речной бассейн — (Верхняя) Волга до Куйбышевского водохранилища (без бассейна Оки), речной подбассейн — бассейны притоков (Верхней) Волги до Рыбинского водохранилища, водохозяйственный участок — Волга от города Твери до Иваньковского гидроузла (Иваньковское водохранилище).